# Maria Badia i Cutchet

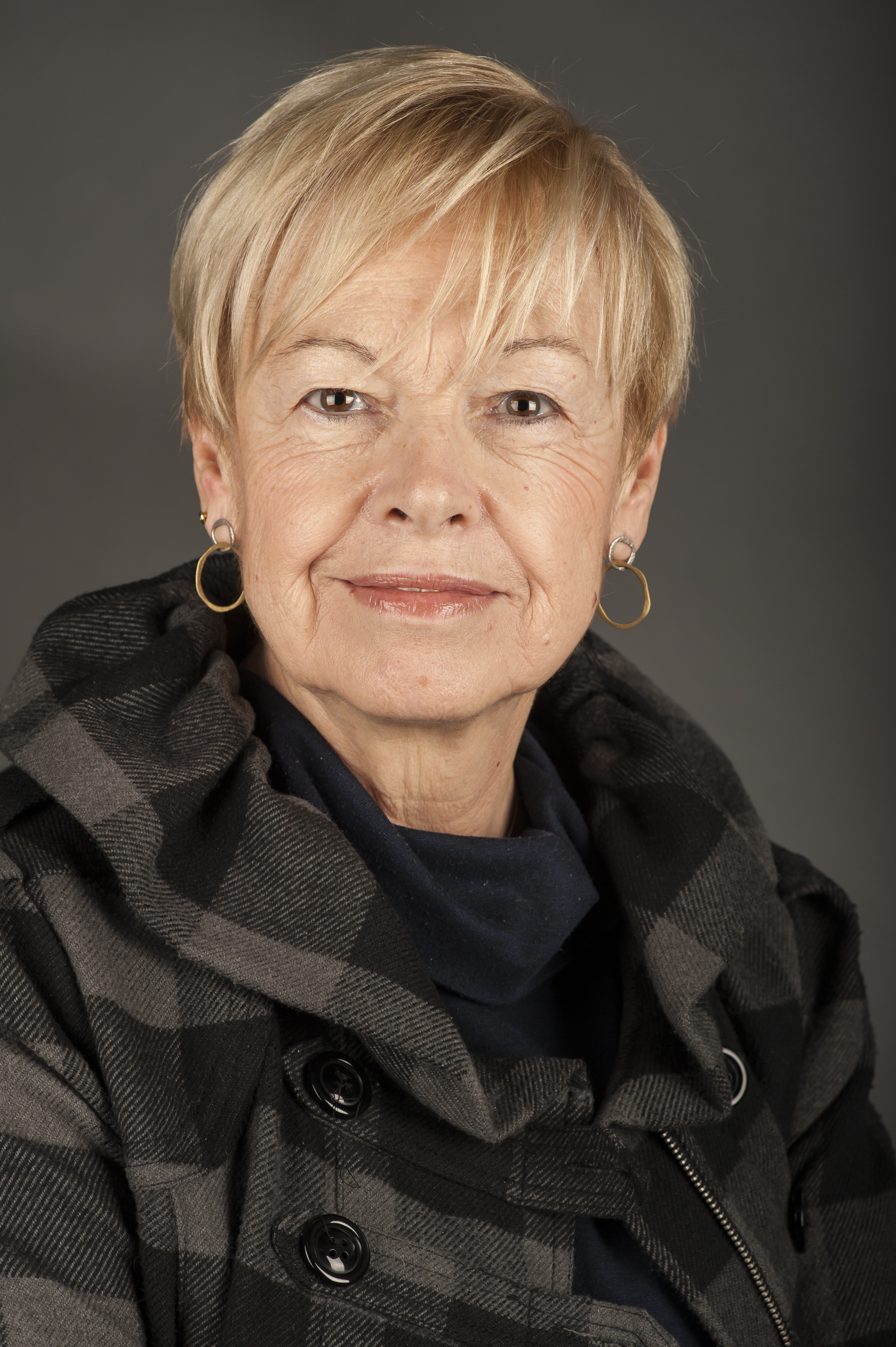
Maria Badia i Cutchet (2014)

Maria Badia i Cutchet (* 13. Mai 1947 in Sant Quirze del Vallès) ist eine spanische Politikerin der Partit dels Socialistes de Catalunya.

## Leben
Badia i Cutchet studierte Anglistik an der Autonomen Universität Barcelona. Nach ihrem Studium unterrichtete sie als Lehrerin in Sabadell. Seit 2004 ist sie Abgeordnete im Europäischen Parlament.

## MEP Mitglied des Europäischen Parlaments
Im Europaparlament ist sie Mitglied im Ausschuss für internationalen Handel und in der Delegation für die Beziehungen zu den Vereinigten Staaten. Stellvertreterin ist sie im Ausschuss für Industrie, Forschung und Energie und in der Delegation im Ausschuss für parlamentarische Kooperation EU-Russland.